# Arthrostylidium schomburgkii
Arthrostylidium schomburgkii là một loài tre thuộc chi Arthrostylidium trong họ Hòa thảo. Loài này được (Benn.) Munro mô tả khoa học đầu tiên năm 1868.